# Luciano González Egido
Luciano González Egido (Salamanca, 1928) és un assagista, poeta i narrador espanyol. La seva labor com a novel·lista ha estat reconeguda amb el Premi de la Crítica (1995, per la seva novel·la El corazón inmóvil), el Premi de la Crítica de Castella i Lleó (2003, per la seva novel·la La piel del tiempo) i el Premi Castella i Lleó de les Lletres (2004, al conjunt de la seva carrera literària i assagística).

## Biografia
Es va doctorar en Filosofia i Lletres per la Universitat de Salamanca amb una tesi sobre El Criticón de Baltasar Gracián. Professor en aquesta universitat, va publicar diversos treballs sobre la figura i l'obra de Miguel de Unamuno. A Salamanca va dirigir la revista cinematogràfica: Cinema Universidad entre 1955 i 1963. També va col·laborar amb el pseudònim de Copèrnic amb el diari Pueblo. Va iniciar la seva carrera com a narrador literari a una edat tardana, ja que va publicar la seva primera novel·la El cuarzo rojo de Salamanca als seixanta-cinc anys, l'any 1993. Amb ella va iniciar una prestigiosa carrera com a novel·lista i contista, guanyadora del Premi Miguel Delibes i lloada per crítics com Ricardo Senabre, qui ha escrit que les obres de González Egido són:
| «                 | Una de las cimas de la novela española de estos últimos años. […] En Egido, la prosa y el relato se hallan equilibrados: es un excelente escritor, de precisa y variada riqueza idiomática, y cuenta las historias con un ritmo y una dosificación de los elementos esenciales que excluyen cualquier desfallecimiento. | » |
| — Ricardo Senabre | |   |

Des de 1997 viu a Madrid, a la Casa de las Flores, un edifici construït l'any 1931 per Secundino Zuazo on també hi va viure Pablo Neruda. Aquesta casa està descrita detalladament per Egido en un dels seus relats, «El fin del mundo no ha empezado todavía».
Va ser ajudant de direcció amb Juan Antonio Bardem a le pel·lícules La venganza i guionista i director de diversos documentals. També va ser assessor de guions a TVE fins que es va jubilar.
La seva obra ha estat traduïda a l'alemany, anglès, francès, holandès, grec, polonès, romanès i italià.

## Obres

### Novel·la
- El cuarzo rojo de Salamanca (1993. Tusquets)
- El corazón inmóvil (1995). Premi de la Crítica de narrativa castellana
- La fatiga del sol(1996)
- El amor, la inocencia y otros excesos (1997)
- La piel del tiempo (2002)
- Los túneles del paraíso (2009. Tusquets)

### Assaig
- Salamanca, la gran metáfora de Unamuno (1983. Ediciones de la Universidad de Salamanca).
- El estudiante de Salamanca (1986)
- Agonizar en Salamanca Unamuno (Julio-Diciembre 1936). (1986. Alianza Editorial)
- La cueva de Salamanca (1994)
- Miguel de Unamuno (1997. Junta de Castilla y León)

### Relats
- Cuentos del lejano oeste (2003)
- Veinticinco historias de amor (y algunas más) (2004)